# Színtest

Különböző típusú színtestek

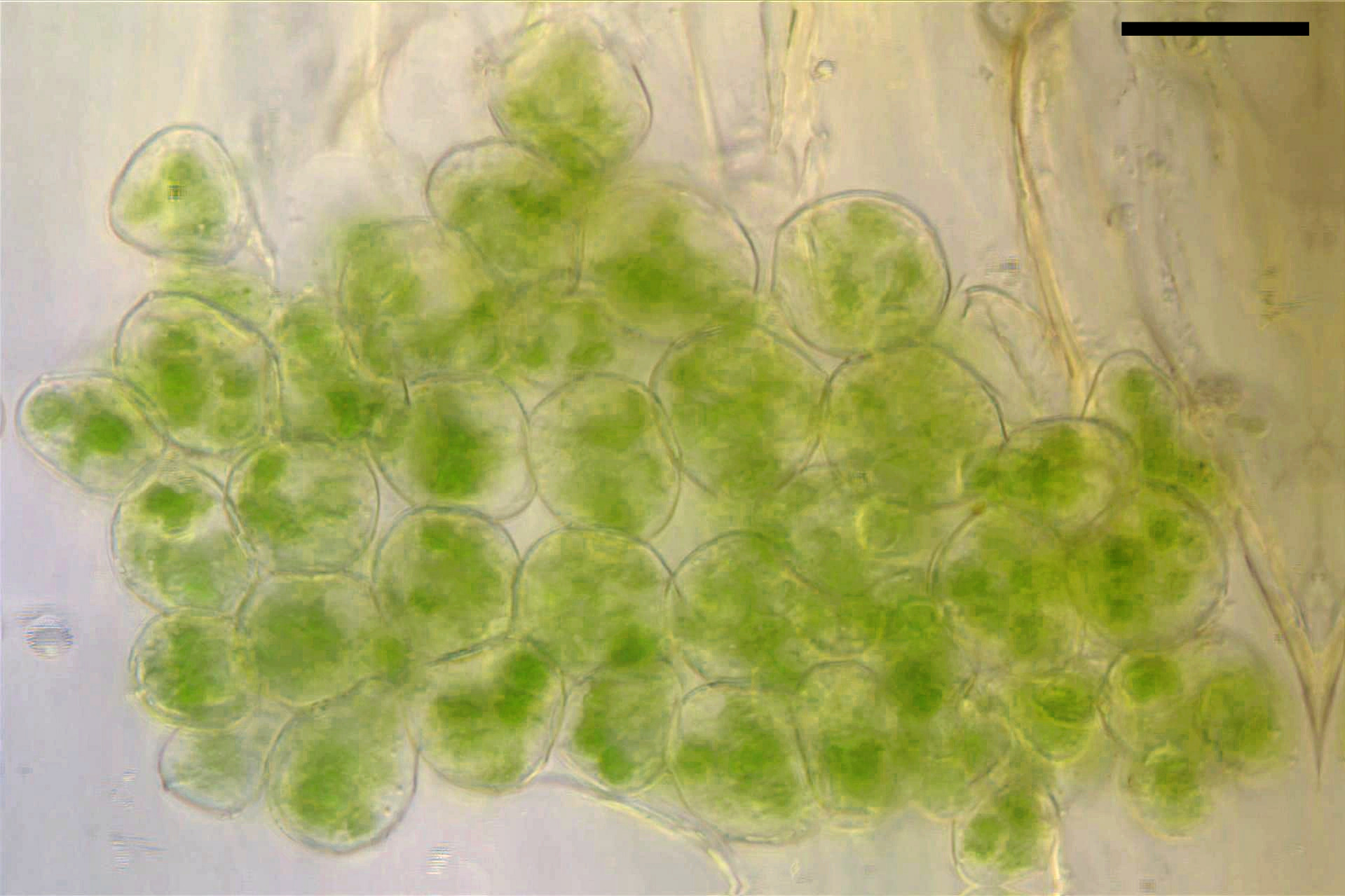
Zöld színtestek egy növényi sejtben

A színtestek (plasztiszok) igen változatos méretű sejtalkotók (sejtszervecskék). Szinte csak növényekben és bizonyos algákban találhatók. Feladatuk a fotoszintézis vagy a raktározás. A színtestek egymásba át is alakulhatnak. Színtelen, csak két membránnal határolt, proplasztisznak nevezett testként indulnak, majd elhelyezkedésüktől és DNS-tartalmuktól függően alakul későbbi formájuk. Cianobaktériumokban klorofillok, karotinoidok, fikobilinek lehetnek, belőlük alakultak ki az első plasztiszok.

## Csoportosításuk
- Az osztódó (merisztéma-) sejtekben proplasztiszok vannak, melyeknek nincs belső membránrendszerük, nincs klorofilljuk, és a fotoszintézishez szükséges enzimek közül is csak néhányat tartalmaznak.
- A leukoplasztiszok színtelen plasztiszok, amelyeknek két csoportját különböztetjük meg:
  1. az amiloplasztiszok: a keményítőszintézis és -raktározás színterei.
  2. az etioplasztiszok: például a talajban csírázó magvakban találhatók. Prolamelláris testek található bennük és klorofill helyett halvány sárgászöld színű pigmentet, a protoklorofillt tartalmazzák. Néhány másodperces megvilágítás után megindul a membránrendszer átrendeződése. Belőlük alakulnak ki a kloroplasztiszok.
- a kromoplasztiszok: klorofill helyett más pigmenteket tartalmaznak (főleg karotint. Ezek adják a gyümölcsök és az egyes nem zöld növényi levelek színeit.
- a kloroplasztiszokat két membrán határolja; a külső a mitokondriumok membránjához hasonlóan redőzetlen. A belsőből lapos és párhuzamos zsákok fűződnek le az alapállományba. Ezek a zsákocskák néhány helyen pénztekercsszerűen egymásra rendeződnek és gránumokat alkotnak; ezekben van a zöld színanyag. A gránumokat egymagukban álló zsákocskák hálószerűen kötik össze. A zsákocskákban folyik a fotoszintézis, a szén-dioxidot pedig a háló köti meg.
- a gerontoplasztiszok adják az őszi lombozat sajátos sárgás-barnás színeit.

## Zöld színtest vagy kloroplasztisz
A kloroplasztiszok a fotoszintézist végző növényi és eukarióta algasejtekben található sejtszervecskék.

## Sárga színtest vagy kromoplasztisz
Általában sárga, narancssárga vagy piros színű köszönhetően a színanyagaiknak, amik különböző karotinoidok és xantofillok. Membránrendszerük hasonló a zöld színtestekééhez, de kevésbé fejlett és rendszerezett. Feladatukat élénk színeik miatt általában a virágtakaróban és a termésekben végzik, így elősegítik a megporzást és a magok terjesztését. Ezen kívül fotoszintetizálást is végeznek, de ez csak tört része annak amit a zöld színtestek végeznek.

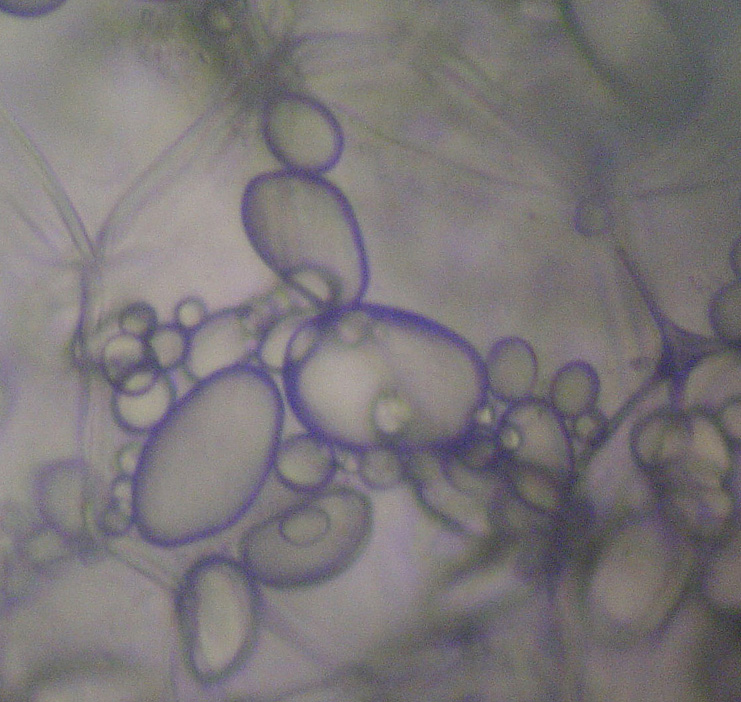
Amiloplasztisz a burgonya egy sejtjében

## Raktározó színtestek vagyleukoplasztiszok
Gömbölyű, orsó alakú vagy pálcikaszerű színtestek. Külső és belső membránjuk megvan, de belső differencializáltságuk nagyban hiányzik. Legtöbbször fénytől elzárt szervekben találhatóak meg, ennek megfelelően hiányzik belőlük a fotoszintetizálás képessége, így feladatuk a raktározás maradt. Attól függően, hogy mi a raktározott anyag, többféle raktározó színtestet különböztetünk meg, így létezik amiloplasztisz (keményítő), proteoplasztisz (fehérjék) és elaioplasztisz (olajok).